# Europameisterschaften 1911
Als Europameisterschaft 1911 oder EM 1911 bezeichnet man folgende Europameisterschaften, die im Jahr 1911 stattfanden:
- Eishockey-Europameisterschaft 1911
- Eiskunstlauf-Europameisterschaft 1911
- Ringer-Europameisterschaften 1911
- Ruder-Europameisterschaften 1911